# گورستان ب بجوشین
گورستان ب بجوشین مربوط به هزاره اول قبل از میلاد است و در شهرستان ورزقان، بخش مرکزی، دهستان ازومدل شمالی، ۲ کیلومتری شمال روستای بجوشین واقع شده و این اثر در تاریخ ۱۲ شهریور ۱۳۸۶ با شمارهٔ ثبت ۱۹۳۳۷ به‌عنوان یکی از آثار ملی ایران به ثبت رسیده است.